# ContourGlobal
ContourGlobal est un producteur indépendant d’énergie américain, fondé en 2005 par Joseph Brandt et la société de capital-investissement Reservoir Capital Group.

## Histoire
En février 2018, ContourGlobal annonce l'acquisition des activités d'énergie solaire d'Acciona, incluant 5 centrales solaires à concentration, pour 1,19 milliard de dollars.

## Activités
La compagnie est présente dans une vingtaine de pays, en Europe, Amérique latine et Afrique subsaharienne. Elle exploite 69 centrales énergétiques thermiques et renouvelables, pour une capacité de 4,1 GW.

## Centrales électriques
- Bulgarie : Centrale électrique Maritza III
- Espagne : Centrale électrique Arrubal
- Arménie : Centrale hydroélectrique Worotan
- Italie : 18 centrales solaires photovoltaïques d'une capacité brute de 31 MW
- Brésil : complexe éolien Chapada (I, II et III)
- Togo : Centrale thermique de Lomé[4]
- Sénégal : Centrale du Cap des Biches, Rufisque